# الاحتجاجات الجزائرية 2011
احتجاجات الجزائر 2011 هي سلسلة من الاحتجاجات التي جرت في جميع أنحاء الجزائر، استمرت من 28 ديسمبر 2010 إلى 10 يناير 2012. استلهمت الاحتجاجات من احتجاجات مماثلة في جميع أنحاء الشرق الأوسط وشمال إفريقيا. شملت الأسباب التي ذكرها المتظاهرون البطالة ونقص السكن وارتفاع أسعار المواد الغذائية والفساد والقيود المفروضة على حرية التعبير وظروف المعيشة السيئة. وعلى الرغم من شيوع الاحتجاجات المحلية في السنوات السابقة، فقد اندلعت موجة غير مسبوقة من الاحتجاجات وأعمال الشغب المتزامنة في جميع أنحاء البلاد في يناير 2011، التي أشعلتها ارتفاعات مفاجئة في أسعار المواد الغذائية الأساسية. تمكنت الحكومة من قمع هذه الاحتجاجات من خلال التدابير الحكومية لخفض أسعار المواد الغذائية، ولكن أعقبتها موجة من عمليات حرق الأشخاص لأنفسهم، معظمها أمام المباني الحكومية. 
بدأت أحزاب المعارضة والنقابات ومنظمات حقوق الإنسان في عقد مظاهرات أسبوعية، على الرغم من كونها غير قانونية بدون إذن من الحكومة بسبب حالة الطوارئ المستمرة. وفي حين حاولت الحكومة قمع هذه المظاهرات، فقد قررت في نهاية المطاف رفع حالة الطوارئ في أواخر فبراير/شباط 2011 بسبب الضغوط المتزايدة. وفي الوقت نفسه، استمرت احتجاجات الشباب العاطلين عن العمل، والتي كانت غالباً ما تستشهد بالبطالة والقمع وقضايا البنية الأساسية، بشكل شبه يومي في مدن في مختلف أنحاء البلاد.

## الأسباب

### الأسباب غير المباشرة

#### الأوضاع المعيشية السيئة
كالبطالة وغلاء المعيشة والسكن وارتفاع أسعار المواد الغذائية. حيث يبلغ معدل البطالة في الجزائر -التي بلغ تعداد سكانها في ذلك الوقت 35 مليون نسمة- نحو 10% حسب الأرقام الرسمية، غير أن منظمات مستقلة تقدر النسبة بنحو 25%. وكانت الجزائر قد أعلنت أن ميزانها التجاري حقق خلال الـ11 شهرا الأخيرة فائضا بلغ 14.83 مليار دولار مقابل 4.68 مليارات في المدة نفسها من العام الماضي.
ويبلغ الراتب الأدنى للحد المضمون بالجزائر 15 ألف دينار (200 دولار) بالنسبة للموظفين، في حين ينام البلد على احتياطي صرف يقدر بـ155 مليار دولار، حسب تصريحات مسؤولين حكوميين. وتقول منظمات غير حكومية إن أكثر من ثلثي الجزائريين يعيشون تحت مستوى خط الفقر.

#### المطالبة بإصلاحات سياسية
تتهم المعارضة حكومة الرئيس عبد العزيز بوتفليقة بغلق المجال السياسي من خلال ما يسمى بالتحالف الرئاسي الذي يضم ثلاثة أحزاب مشكلة للحكومة ومسيطرة على البرلمان منذ 1999 م.

#### صراع الجماعات الأرهابية والجيش عام 1992
دخلت الجزائر منذ عام 1992 م في حرب مع الجماعات الارهابية قتل فيها نحو 200 ألف شخص، وما زال شبحها يسكن كثيرا من الجزائريين، خصوصا انها أعلنت بعد أحداث 11 سبتمبر 2001 ولاءها للقاعدة وهي القاعدة في المغرب العربي

#### قانون الطوارئ
تم فرض حالة الطوارئ عام 1992 م مباشرة بعد إلغاء الانتخابات التشريعية التي فازت فيها الجبهة الإسلامية للإنقاذ المحظورة حالياً، بعدد كبير من الأصوات، ودخول البلاد في دوامة عنف مسلح قتل فيها حسب آخر التقديرات 200 الف الجزائريين.

#### ظاهرة البوعزيزية في الجزائر
قام عدة مواطنين جزائريين بإشعال النار في أنفسهم بشكل منفصل احتجاجاً على الأوضاع المعيشية والاقتصادية والسياسية السيئة وهم:
- محسن بوطرفيف (من بوخضرة) - أحرق نفسه في 15/1/2011 م وتوفي في اليوم التالي متأثراً بالحروق التي أصيب بها.
- عويشية محمد (من برج منايل) - أحرق نفسه في 15/1/2011 م.
- بوبكر بويدن (من جيجل) - أحرق نفسه في 15/1/2011 م.
- معامير لطفي (من الوادي) - أحرق نفسه في 16/1/2011 م وتوفي في 11/2/2011 م متأثراً بالحروق التي أصيب بها.
- سنوسي توات (من مستغانم) - أحرق نفسه في 16/1/2011 م.
- كريم بندين (من دلس) - أحرق نفسه في 18/1/2011 م وتوفي في 22/1/2011 متأثراً بالحروق التي أصيب بها.
- مواطن كهل مع ابنه (من الجزائر العاصمة) - أحرق نفسه في 28/2/2011 م.[7]
- مواطن شاب (من ولاية الشلف) - أحرق نفسه في 28/2/2011 م.
- مواطن شاب مع طفليه (5 و7 أعوام) (من ولاية سطيف) - أحرق نفسه في 28/2/2011 م.

وذلك تقليداً للمواطن التونسي محمد البوعزيزي الذي أشعل الانتفاضة التونسية بإحراق نفسه.
وكانت 17 عائلة في حي ديار الشمس بالجزائر العاصمة قد هدّدت بالانتحار الجماعي إذا رفضت السلطات الاستجابة لمطالبها المتمثّلة في توزيع عادل لشقق سكنية من المقرر أن تُرحّل إليها. ورفضت هذه العائلات مغادرة حي ديار الشمس إلى المساكن المقترحة عليها بسبب ما تسميه التلاعب بعملية الترحيل، واحتجاجا منها أيضا على مساحة الشقق الجديدة.
وقد أطلق بعض علماء الاجتماع والكتاب الصحفيون اسم «ظاهرة البوعزيزية» على الحوادث المتكررة في الوطن العربي والتي يحرق فيها المحتجون أنفسهم -تقليداً لمحمد البوعزيزي- احتجاجاً على البطالة والأوضاع الاقتصادية والاجتماعية والسياسية السيئة. وقد شملت هذه الظاهرة إلى عدة دول عربية. (انظر تقليد تجربة محمد البوعزيزي).
على الرغم من أن ظاهرة البوعزيزية ظاهرة يخجل التاريخ من ذكرها إلا أنها هي التي أدت إلى إطلاق شرارة الثورات العربية وإسقاط الأنظمة الدكتاتورية في عدة دول عربية.

### الأسباب المباشرة
1. اندلاع الثورة الشعبية في تونس في 18 ديسمبر عام 2010 م احتجاجاً على الأوضاع الاجتماعية والاقتصادية والسياسية السيئة وتضامناً مع محمد البوعزيزي الذي أضرم النار في نفسه. واستطاعت هذه الثورة في أقل من شهر (في 14/1/2011 م) الإطاحة بالرئيس التونسي زين العابدين بن علي (الذي حكم البلاد لمدة 23 سنة بقبضةٍ حديدية).
2. اندلاع ثورة 25 يناير في مصر والتي تأثرت بالثورة الشعبية التونسية. واستطاعت هذه الثورة في 11/2/2011 م إسقاط أقوى الأنظمة العربية وهو نظام حسني مبارك خلال 18 يوماً من اندلاعها.

هذا النجاح الذي حققته هاتين الثورتين أظهر أن قوة الشعب العربي تكمن في تظاهره وخروجه إلى الشارع، وأن الجيش هو قوة مساندة للشعب وليس أداة لدى النظام لقمع الشعب. كما أضاءت تلك الثورة الأمل لدى الشعب العربي بقدرته على تغيير الأنظمة الجاثمة عليه وتحقيق تطلعاته.

## أحداث الاحتجاجات

### الأربعاء 5/1/2011 م
بدأت في هذا اليوم أولى المُظاهرات، فقد شهدت عدة أحياء في المدينة مساء الأربعاء مظاهرات احتجاجية كما سمع إطلاق نار في مناطق متفرقة من المدينة، في حين اعتقلت قوات الأمن علي بلحاج، نائب رئيس الجبهة الإسلامية للإنقاذ المحظورة. المظاهرات اندلعت في أحياء ساحة الشهداء وبلكور وباش جراح وباب الواد واسطاوالي.
الشبان المتظاهرون كسروا محلات ومقرات بعض الشركات وسيارات في حي باب الواد الشعبي الواقع غرب العاصمة الجزائر، وكان «الوضع سيئاً» أيضاً في حي بلكور، وهو حي شعبي آخر في العاصمة.
وأغلق المتظاهرون مساء الأربعاء عدة طرق وأضرموا النار في العجلات المطاطية بحي باب الواد، كما أغلقوا الطريق المؤدية إلى المقر الرئيسي للشرطة ورشق عشرات الشبان مركزا للشرطة بالحجارة وأشعلوا النار في متجر لبيع السيارات، ودمروا عشرات السيارات. هذا وقد اعتقلت قوات الأمن عشرين متظاهراً اقتحموا مقراً للشرطة بحي باب الواد في الجزائر العاصمة، كما أحرق متظاهرون ثلاث سيارات تابعة للشرطة من نوع مرسيدس. كما اعتقلت قوات الأمن 14 متظاهرا في حي الزيتون بمدينة تيبازة غرب الجزائر العاصمة، وتعرضت عدة سيارات للتخريب منها ثلاثة أحرقت، أما في الجلفة (وسط) فقد جرح خمسة أشخاص بينهم أربعة من قوات الشرطة.
وجاء اعتقال بلحاج رفقة أحد أبنائه وشخصين آخرين بعد إلقائه كلمة أمام جمع من المتظاهرين في حي باب الواد بالجزائر العاصمة.
وقد شهدت مدينتا جلفة ووهران بدورهما صباح الأربعاء مظاهرات وصدامات مماثلة من أجل التنديد بالغلاء، كما تعرض مقر بلدية وهران ومنشآت حكومية أخرى للرشق بالحجارة.
وذكرت وكالة الأنباء الألمانية أن عدة بلدات بولايات تيبازة والبليدة وعنابة والطارف شهدت الأربعاء احتجاجات مماثلة.

### الخميس 6/1/2011 م
عاد الهدوء صباح الخميس إلى مناطق مختلفة من الجزائر بعد ليلة دامية، اشتبك فيها شباب الأحياء الشعبية بقوات الشرطة المحلية احتجاجا على ما أسموه «الغلاء الفاحش للأسعار».
- وكان قد قضى سكان أحياء مختلفة من العاصمة الجزائر ليلة ساهرة بعد تطور مظاهرات «احتجاجية على غلاء المعيشة» إلى صدامات مع قوات مكافحة الشغب. وانتفض شباب أحياء باب الوادي وبلكور وباش جراح، وغيرها من الأحياء الشعبية بالعاصمة ليلة الخميس ضد ما سموه «الارتفاع الفاحش لأسعار المواد الاستهلاكية».
- وقد سبقت هذه الأحياء بلدات أخرى في مناطق مختلفة مثل وهران (500 كلم غرب العاصمة) والجلفة (400 كلم جنوبا) وتيبازة (50 كلم غربا) التي عرفت صدامات هي الأخرى مع الشرطة، للأسباب نفسها.[4] وذكرت وكالة أسوشيتد برس أن مروحيات قوات الأمن ظلت تحلق في سماء العاصمة اليوم، وأضافت الوكالة أن السفارة الأميركية دعت مواطنيها في الجزائر إلى توخي الحيطة والحذر، وتجنب الأماكن التي تشهد تجمعات.[11]

وأحرق المتظاهرون إطارات السيارات وقطعوا عدة طرق رئيسية، كما حملوا قضبانا حديدية ورشقوا الشرطة بالحجارة خلال الاشتباكات. وخلفت هذه المظاهرات ما قارب 200 جريح نتيجة الاشتباكات مع قوات الأمن.
- وذكرت معلومات أن عشرات الجرحى سقطوا في صدامات بين متظاهرين وعناصر من الشرطة اليوم بوسط بلدة برج منايل (70 كلم شرق العاصمة الجزائر)، كما أغلق المتظاهرون الطرق وهاجموا مقار حكومية.[11]
- وحسب ما أفادت به مصادر مطلعة، فإن قوات الأمن اعتقلت عشرين متظاهرا اقتحموا مقر الشرطة الخامس بباب الوادي في الجزائر العاصمة، كما أحرق متظاهرون ثلاث سيارات تابعة للشرطة من نوع مرسيديس، واقتحموا أحد مراكز الأمن.
- وفي حي الزيتون بمدينة تيبازة غرب الجزائر اعتقل 14 متظاهرا، كما تعرضت عدة سيارات للتخريب منها ثلاثة أحرقت.
- أما في الجلفة (جنوب) فقد جرح خمسة أشخاص بينهم أربعة من قوات الشرطة.

وأظهرت مقاطع فيديو وضعت حديثا على موقع اليوتيوب حجم الصدامات التي عاشتها هذه المناطق، وشوهدت ألسنة لهب الإطارات المطاطية وأعمدة دخان تقطع طرقا مختلفة.
من جهتها قررت الرابطة الوطنية لكرة القدم تأجيل كل مباريات كرة القدم التي كانت مقررة يومي الجمعة والسبت بالعاصمة الجزائرية، تحسبا لتجدد الأحداث التي عرفتها البلاد مؤخرا. ويأتي ذلك بينما ساد هدوء مشوب بالحذر أحياء العاصمة الجزائرية والولايات الأخرى وسط استمرار الاستنفار الأمني.

### الجمعة 7/1/2011 م
قتل شخص ثانٍ اليوم في مصادمات بين محتجين على ارتفاع أسعار المواد الغذائية وقوات الأمن. فقد اندلعت اشتباكات بعد صلاة الجمعة في أحياء شعبية بعدة مناطق من البلاد بين قوات حفظ الأمن ومتظاهرين شباب حاولوا قطع طرق وإضرام النار فيها.
هذا وقد اتسعت أعمال العنف والمواجهات بين الشرطة ومحتجين على الأوضاع المعيشية فشملت العاصمة وعدداً كبيراً من الولايات. وأفادت وكالة الأنباء الجزائرية بوقوع أضرار مادية بالمرافق العامة في بعض المدن، ووقوع أعمال سلب ونهب. وقد قتل الشاب في مواجهات اندلعت مساء في ولاية المسيلة شرق الجزائر عندما اقتحم متظاهرون مركزا للشرطة في بلدة عين الحجل.
وشملت الاحتجاجات -إضافة إلى العاصمة- مدنا أخرى منها سطيف والبليدة وتيبازة وبومرداس وبجاية وعنابة وبرج بوعريريج وتبسة والجلفة ووهران والمسيلة وقسنطينة وجيجل والبويرة وسعيدة ومعسكر وسيدي بلعباس.
وأصيب عشرات المتظاهرين واعتقل آخرون في مصادمات مع الشرطة بولاية سطيف (300 كلم شرق الجزائر)، كما أصيب ثلاثة من رجال الأمن في مواجهة ببسكرة جنوب شرق البلاد. أما في الجزائر العاصمة، فسمع دوي طلقات نارية كثيفة.
كما تعرضت المقرات الحكومية والبنوك ومكاتب الشركات وحتى المدارس والمحلات التجارية للتخريب والحرق، في حين شددت السلطات الإجراءات الأمنية في عدد من أحياء العاصمة ومدن رئيسية أخرى. وأحرق المتظاهرون مكاتب البريد بالولايات ووكالات التشغيل وبعض البنوك، كما حاول بعض السكان إغلاق بعض الطرق، إلا أنهم فشلوا في ذلك. وكانت حصيلة الاشتباكات في ولاية سطيف قد بلغت جرح سبعين شرطيا، وفي تبسة جُرح خمسة من الشرطة نقلوا جميعهم إلى مستشفى العلياء بالمدينة.
أما في الجزائر العاصمة، فقد قال شهود عيان إن اشتباكات تجددت في بلدة برج الكيفان على الساحل الشرقي للعاصمة، وبلدة الحميز المعروفة بانتشار أسواق الجملة بها. وأكد موقع صحيفة الخبر تجدد «الاحتجاجات» في حي بلكور الشعبي، ونقلت الصحيفة عن مراسليها أن هناك «انتشارا فظيعا لعمليات النهب والسرقة في ظل انشغال قوات مكافحة الشغب بتطويق بؤر التوتر». وبث التلفزيون الجزائري صورا، قال إنها من آثار الأضرار التي لحقت بمؤسسات التربية والتعليم بأحياء بلكور وبوروبة الشعبيين. وأظهرت هذه الصور طاولات التلاميذ محطمة ودفاتر التعليم قد تحولت إلى رماد بعد حرق أقسام بمؤسسات تعليمية.
من جانب آخر، حث أئمة المساجد في خطب الجمعة المواطنين إلى تهدئة الأوضاع والتحلي بروح المسؤولية، و«عدم الانجرار وراء العواطف». واجتهد الأئمة في إقناع المواطنين بأفكارهم ساردين أدلة شرعية حول بطلان ما يقومون به.

### السبت 8/1/2011 م
وفي يوم السبت 22 يناير قامت تباعاً مظاهرات شارك فيها المئات قيل أنهم حوالي 250 شخص في الجزائر العاصمة دعا إليها «حزب التجمع من أجل الثقافة والديمُقراطية»، وقد خلفت هذه المُظاهرات 20 جريحاً نصفهم من أفراد الشرطة، واعتقل عدد من المُتظاهرين. وقد كان السبب الرئيسيّ لهذه الاحتجاجات هو ارتفاع الأسعار وسوء الأحوال المَعيشية في البلاد، وقد أدت بالمُجمل إلى وفاة شخصين بالرصاص في عين الحجل ووقع حوالي 100 جريح ومُصاب في صفوف المواطنين وأكثر من 300 في صفوف الشرطة.

### الأحد 9/1/2011 م

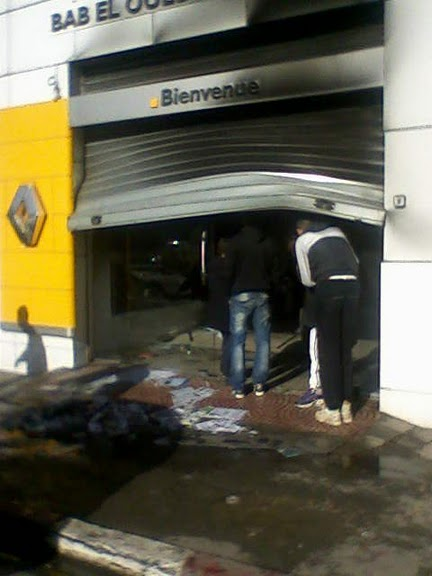
محل بيع لشركة رينو الفرنسية بالقرب من باب الواد بالجزائر أحرق في أعمال الشّغب.

تجددت الاشتباكات بين قوات الأمن ومحتجين في الجزائر اليوم بكل من تيبازة وبوسماعيل بوسط البلاد وجيجل في الشرق وتيارت غربا، في وقت أفاد فيه شهود عيان بعودة الهدوء التدريجي إلى مدن جزائرية أخرى عرفت مواجهات عنيفة خلال الأيام الماضية بسبب ارتفاع أسعار المواد الغذائية الأساسية.
وعلى المستوى الرسمي، أعلن وزير التجارة الجزائري مصطفى بن بادة أن الحكومة قد تلجأ إلى بسط سيطرتها من جديد على إنتاج واستيراد المواد الغذائية الإستراتيجية، وذلك بعد يوم واحد من تعليق الحكومة الرسوم الضريبية المفروضة على السكر والزيت الغذائي لثمانية أشهر.
فقد بدأ الجزائريون يعودون تدريجيا إلى أعمالهم اليوم بعد عطلة نهاية أسبوع شهدت احتجاجات دامية أدت إلى مقتل ثلاثة أشخاص وأكثر من 800 جريح، من بينهم 763 شرطيا بحسب الأرقام الأخيرة التي أعلنتها وزارة الداخلية، إضافة إلى اعتقال نحو ألف شخص.
وأعلن وزير الداخلية الجزائري دحو ولد قابلية الأحد في مقابلة مع وكالة الصحافة الفرنسية أن «فترة العنف انتهت» بالرغم من وقوع عدد من الحوادث.
وعادت حركة القطارات في العاصمة وسائر أنحاء البلاد الأحد بعد توقفها الخميس، حسبما أعلنته الشركة الوطنية للنقل بالسكك الحديدية.
وفي سياق الإجراءات لاحتواء الاحتجاجات، أعلن الاتحاد الجزائري لكرة القدم تعليق إقامة جميع المباريات شهرا كاملا، اعتبارا من العاشر من يناير/كانون الثاني الجاري وحتى العاشر من فبراير/شباط المقبل.

### الخميس 13/1/2011 م
أكدت مصادر إعلامية جزائرية للجزيرة أن حملة اعتقالات واسعة شملت شبابا يُشتبه في مشاركتهم بالاحتجاجات الأخيرة التي اندلعت ضد غلاء المعيشة في البلاد. وأوضحت المصادر أن السلطات تتهم هؤلاء الشباب بالضلوع في سرقات وأعمال نهب استهدفت محال تجارية وشركات في العاصمة ومدن أخرى.

### السبت 22/1/2011 م
أحبطت قوات الأمن الجزائرية محاولة لحزب التجمع من أجل الثقافة والديمقراطية (علماني معارض) لتنظيم مسيرة بالعاصمة، وقد وقعت مواجهات بين الشرطة ومجموعة من المتظاهرين أوقعت 42 جريحاً بينهم رئيس كتلة حزب التجمع بالبرلمان وسبعة شرطيين. وكان حزب التجمع قد دعا إلى مسيرة اليوم على الرغم من وجود قانون يمنع المسيرات بالعاصمة، تنطلق من ساحة أول مايو إلى مقر المجلس الشعبي الوطني (البرلمان). وقال الحزب إنها سلمية والهدف منها «المطالبة بالإفراج عن السجناء الذين اعتقلوا خلال المظاهرات الأخيرة، ورفع قانون الطوارئ، واستعادة الحريات الفردية والجماعية التي يكفلها الدستور، وحل جميع المجالس المنتخبة» وفق ما جاء في البيان.
هذا وقد كثفت الشرطة وجودها في ساحة أول مايو في العاصمة الجزائر قبل بدء المسيرة وفرقت بالقوة عدداً من الأشخاص كانوا يستعدون للمشاركة بالمسيرة التي كان يفترض أن تنتهي أمام مقر البرلمان.
وعززت المديرية العامة للأمن الوطني قوات الشرطة على طول شارع حسيبة بن بوعلي (مسار المسيرة) كما شوهدت تعزيزات أمنية في ساحة أول مايو والطرق المؤدية لها، وكذا الحال في شارع ديدوش مراد حيث المقر الرئيسي للحزب.

### السبت 29/1/2011 م
تظاهر اليوم آلاف الجزائريين شرقي البلاد مطالبين بتغيير سياسي جذري، في وقت دعت فيه منظمات مدنية وحزب معارض إلى مظاهرة يوم 12 فبراير/شباط المقبل للمطالبة «برحيل النظام». ونقلت وكالة يونايتد برس إنترناشيونال عن مصدر أمني أن عدة مئات تظاهروا في مدينة بجاية الواقعة على مسافة 250 كلم شرق الجزائر العاصمة في منطقة القبائل بدعوة من حزب التجمع من أجل الثقافة والديمقراطية المعارض، في حين أكد المنظمون أن نحو عشرة آلاف شاركوا في المظاهرة. وشارك في المظاهرة طلبة الجامعة والثانويات، ورددوا هتافات معادية لحكومة الرئيس عبد العزيز بوتفليقة مطالبين برحيلها، وفقا للمصدر ذاته. كما طالب المتظاهرون بتغيير جذري لنظام الحكم في البلاد، وإرساء نظام ديمقراطي عادل.
واليوم دعا تجمع تأسس يوم 21 يناير/كانون الثاني 2011 م ويضم منظمات من المجتمع المدني ومعارضين سياسيين، إلى التظاهر يوم 12 فبراير/شباط المقبل للمطالبة برحيل النظام، وفق ما قالته الجهة المنظمة.

### الثلاثاء 1/2/2011 م
تظاهر نحو خمسة آلاف طالب جزائري في مدينة تيزي وزو الواقعة على بعد مائة كيلومتر شرق الجزائر العاصمة، وحملوا لافتات ضد النظام الجزائري وتطالب بالانفتاح الديمقراطي والسياسي والإعلامي والنقابي. ودعت إلى المسيرة التنسيقيةُ المحلية لطلاب جامعة مولود معمري. وتعتبر تيزي وزو أحد معاقل التجمع من أجل الثقافة والديمقراطية وجبهة القوى الاشتراكية، وهما حزبان علمانيان يستندان إلى قاعدة شعبية أمازيغية أساساً. وردد المتظاهرون شعارات تطالب برحيل جبهة التحرير الوطني –العضو في التحالف الرئاسي الحاكم وحزب الرئيس عبد العزيز بوتفليقة- وبإعلان الأمازيغية لغة رسمية. وتأتي المسيرة بعد ثلاثة أيام فقط من مسيرة مماثلة في مدينة بجاية المجاورة، رفعت شعاراتٍ تدعو إلى تغيير جذري للنظام للدخول إلى ديمقراطية في إطار السلم.

### الخميس 3/2/2011 م
أعلن الرئيس الجزائري عبد العزيز بوتفليقة اليوم (مع سقوط نظام زين العابدين بن علي في تونس وبدء احتجاجات مصر) إجراءات شملت الإعلان عن رفع قريب لحالة الطوارئ التي فرضت مطلع تسعينيات القرن الماضي -وهو إلى جانب فتح المجال أمام العمل السياسي، أحد أهم مطالب المعارضة- ووعد بتحسين الخدمات الحكومية، وحرية التظاهر خارج العاصمة، وفتح فضاء التلفزيون والإذاعة أمام الأحزاب. ونقلت وكالة الأنباء الرسمية الجزائرية عن بوتفليقة قوله خلال اجتماع لمجلس الوزراء إنه كلف الحكومة بأن تقوم فورا بصياغة النصوص المواتية التي ستتيح للدولة مواصلة مكافحة ما سماه الإرهاب إلى النهاية بنفس الفعالية وفي إطار القانون، ومن ثمة رفع حالة الطوارئ في أقرب الآجال. ونقل عن بوتفليقة قوله أيضا في بيان صدر عن اجتماع مجلس الوزراء إن حالة الطوارئ فرضت من منطلق الاستجابة لمقتضيات مكافحة الإرهاب لا غير، مضيفا أنها لم تمنع في أي وقت من الأوقات حراكا سياسيا تعدديا نشطا. وقال أيضا إن قوانين الطوارئ لم تعرقل إجراء حملات انتخابية شرسة بشهادة المراقبين، حسب ما ورد في البيان ذاته.
وأعلن الرئيس الجزائري أنه سيسمح بتنظيم المسيرات -التي كانت محظورة بمقتضى حالة الطوارئ- في كل المناطق ما عدا الجزائر العاصمة.

### الجمعة 11/2/2011 م
تظاهر عشرات من المواطنين الجزائريين في مدينة غرداية بجنوب البلاد احتجاجا على محاكمة الناشط الحقوقي الدكتور كمال الدين فخار الذي وجهت إليه تهمة المشاركة في أعمال شغب. ورفع المتظاهرون لافتات تطالب بالعدالة، كما رددوا شعارات تدعو إلى إسقاط النظام. ويذكر أن محاكمة فخار قد تأجلت إلى وقت آخر.

### السبت 12/2/2011 م
دعت التحالف الوطني من أجل التغيير والديمقراطية (وهو ائتلاف ولد من رحم اضطرابات عنيفة الشهر الماضي، قتل فيها شخصان على الأقل وجرح فيها 800، ويضم ممثلين عن حزب التجديد الجزائري وحركة الإصلاح الوطني والحركة من أجل الشباب والديمقراطية وحركة الانفتاح وكذا جمعية العلماء المسلمين ومنظمات نقابية مستقلة وشخصيات سياسية منهم رئيس الحكومة الأسبق) وبعض النشطاء الجزائريون عبر المواقع الاجتماعية على الإنترنت مثل الفيسبوك للعودة للتظاهر والخروج في مظاهرات احتجاجية بتاريخ 12/2/2011 م متأثرين بنجاح بالثورة التونسية ونجاح ثورة 25 يناير في مصر.
ومن جهتها قررت الحكومة الجزائرية بتاريخ 7/2/2011 م وبشكل رسمي منع المسيرة المقرر تنظيمها بالجزائر العاصمة يوم 12 فبراير/ شباط. وأصدرت سلطات محافظة العاصمة يوم الاثنين 7/2/2011 م بيانا رفضت فيه منح ترخيص للتنسيقية الوطنية من أجل التغيير والديمقراطية لتنظيم المسيرة، واقترحت عليها بدل ذلك تنظيم تجمع في إحدى القاعات الكبيرة. في حين ارتفعت الأصوات المطالبة بالإصلاح حتى من داخل النظام نفسه.
لكن سار اليوم (بعد يوم من تنحي الرئيس المصري حسني مبارك) مئات المتظاهرين بينهم نواب شاركوا في المظاهرة غير المرخص لها وسط عاصمة الجزائر يطالبون بإصلاحات سياسية عميقة وتحسين الظروف الاقتصادية، وسط انتشار أمني مكثف جدا. ومنع الأمن المسيرة من الانطلاق من نقطة البداية وهي ساحة أول مايو، وتصدى لها المئات من رجال الأمن وعشرات الآليات. وقدر طاهر بسباس النائب عن حزب التجمع من أجل الثقافة والديمقراطية عدد رجال الأمن الذين هيأتهم السلطات لإحباط المسيرة بـ40 ألفا، رابط بعضهم عند مداخل العاصمة.
وأوقفت السلطات حركة القطارات لمنع الناس من الالتحاق بالمسيرة، واعتقلت خمسة نواب. وحاول عشرات المتظاهرين اختراق طوق أمني فرض على المسيرة التي كان يفترض أن تصل إلى ساحة الشهداء، لكن الشرطة تصدت لها ووقع 20 جريحاً. ورفع المشاركون شعارات تطالب برحيل الرئيس عبد العزيز بوتفليقة وآخرون جرائدَ تصدر صفحاتها عنوان «نظام مبارك سقط».
كما نظم معارضون من الجالية الجزائرية في بريطانيا مساء اليوم مظاهرة أمام السفارة الجزائرية بلندن لدعم الاحتجاجات في البلاد، رفعت خلالها لافتات منددة بالنظام الجزائري وبالرئيس عبد العزيز بوتفليقة. وشارك في التظاهرة عدد من أبناء الجالية التونسية في بريطانيا وشخصيات معارضة، وتزامنت مع المسيرة التي نظمتها المعارضة بالجزائر العاصمة اليوم والتي أجهضتها قوات الأمن. وجاءت المظاهرة بعد احتفالات كبرى تجري في لندن بمناسبة انتصار الثورة المصرية وضمن حملة منظمة تقوم بها حركات المعارضة الجزائرية في بريطانيا. وقال الدبلوماسي الجزائري السابق محمد العربي زيتوت أحد مؤسسي حركة رشاد المعارضة الداعية للتغيير في الجزائر «إن اليوم هو يوم مساندة ودعم للاحتجاجات الجارية في الجزائر».
وكذلك تظاهر عشرات الجزائريين عصر اليوم أمام كنيسة الذكريات التاريخية في العاصمة الألمانية برلين تضامنا مع المواطنين الذين اعتقلتهم الشرطة في العاصمة الجزائرية اليوم. ورفع المشاركون في هذه التظاهرة أعلاما جزائرية ولافتات بالعربية والفرنسية والألمانية تحمل عبارات تندد بتردي الأوضاع المعيشية وتراجع أوضاع حقوق الإنسان في الجزائر. وقال أحد منظمي التظاهرة إن «منع الأمن لتظاهرة اليوم دون سبب، دليل على أن النظام الجزائري لم يستوعب أن رياح التغيير الديمقراطي التي اقتلعت نظام بن علي القمعي في تونس ودولة حسني مبارك البوليسية في مصر على أيدي الشبان المصريين، ستواصل هبوبها على بقية المنطقة العربية ولاسيما إلى الجزائر وليبيا والمغرب».

### الأحد 13/2/2011 م
أعلن وزير الخارجية الجزائري مراد مدلسي أن حالة الطوارئ سترفع خلال أيام بعد نحو 19 عاما على بدء فرضها، وهو قرار سيستجيب -إن تحقق- لمطلب رئيسي للمعارضة، التي قرر جزء منها تنظيم احتجاجات كل سبت من أيام الأسبوع للمطالبة بديمقراطية أوسع. وحسب وكالة رويترز، قال مدلسي في حوار مع إذاعة أوروبا 1 الفرنسية «في الأيام القادمة، سنتحدث عنها (حالة الطوارئ) كما لو كانت جزءا من الماضي».
من جهتها قالت التنسيقية الوطنية من أجل التغيير والديمقراطية في الجزائر اليوم إنها ستجعل كل أيام السبت موعدا للتظاهر في الجزائر العاصمة، على غرار محاولتها تنظيم مسيرة أمس السبت وفشلت بسبب منع قوات الأمن لها ورفض معظم المواطنين الانضمام إليها. وجاء القرار في اجتماع عقدته التنسيقية، وهو ائتلاف من جماعات المجتمع المدني وبعض أعضاء النقابات العمالية والأحزاب السياسية الصغيرة. وقال محسن بلعباس، المتحدث باسم حزب التجمع من أجل الثقافة والديمقراطية المعارض الذي ساهم في تنظيم المسيرة: «سنواصل المسيرات حتى يتخلي النظام عن السلطة، سنواصل الضغط كل يوم سبت». ويسعى من خلال هذه الخطوة إلى جذب المزيد من المؤيدين بعد نجاح الثورتين الشعبيتين في تونس ومصر في إسقاط النظامين الحاكمين في البلدين.

### الإثنين 14/2/2011 م
توقفت الاحتجاجات اليوم للاستعداد للاحتجاجات الكبيرة المخطط لها في يوم السبت 19 شباط/فبراير، فقد اتفقت أحزاب المعارضة على تنظيم مظاهرات احتجاجية منتظمة كل يوم سبت.
قال وزير الخارجية مراد مدلسي سيتم رفع حالة الطوارئ «في غضون أيام».

### الثلاثاء 15/2/2011 م
قام هذا الأسبوع بعض شباب الولايات الداخلية بتنظيم مسيرات سلمية متباعدة دون تنسيق، وصلت حدود إقدام عشرات الشباب من بلديتي القليعة وفوكة بولاية تيبازة (وسط البلاد) على الاستيلاء على أراض عمومية وخاصة حولوها إلى ملكيات خاصة اقتسموها بالقوة أمام مرأى السلطات الأمنية التي لم تتدخل خوف انفلات الوضع، رغم كون الأراضي الشاسعة التي استولوا عليها مخصصة لإنجاز مشروع المدرسة الوطنية للقضاة.
- برج منايل: في بلدية برج منايل في ولاية بومرداس أقدم عشرات الشباب على اقتحام عمارات بها عشرات الشقق تماطلت السلطات في توزيعها السنوات الماضية، وحدثت لاحقا مناوشات بينهم وبين قوات الأمن التي استعملت القنابل المسيلة للدموع والكلاب المدربة لإرغامهم على إخلاء الشقق.
- وبمنطقة القبائل انتفض عشرات الشباب من بلدية أقبوا في ولاية بجاية على نقص مناصب الشغل، ونظموا احتجاجات ومسيرات إلى وكالة التشغيل المحلية ومقر مفتشية العمل وأضرموا النيران فيها، وعند تدخل مصالح الأمن لتهدئة الوضع تحولت الاحتجاجات إلى مشادات مع مصالح الأمن وقطع المحتجون أحد الطرق الوطنية.
- أما الشرق فيعيش وضعا أكثر حدة، إذ أصبح اقتحام الشباب للشقق وإضرام النار في أنفسهم موضة ومظهرا يكاد يكون يوميا. ففي بلدية برحال بولاية عنابة الساحلية نجح مئات في الاستيلاء على عشرات المساكن الاجتماعية والجيوب العقارية الموجهة لإنجاز مرافق عمومية، واستعملت مصالح الأمن القوة أياما متتالية لإرغامهم على المغادرة.
- وفي الجنوب نظم عشرات الشباب في ولاية الوادي مسيرات سلمية واعتصامات بكل من بلديات قمار وأميه ونسه وبعاصمة الولاية للمطالبة بتحسين وضعهم المعيشي ومنحهم مساكن ريفية واجتماعية ومناصب شغل ومرافق شبّانية، وهو وضع عاشته أيضا ولاية ورقلة التي يوجد بها المنطقة البترولية حاسي مسعود. ففي هذه الولاية تجمهر مئات الشباب أمام وكالات التشغيل المحلية للمطالبة بحقهم في العمل في الشركات البترولية الأجنبية التي تجلب عادة يدا عاملة خارجية تمنح رواتب خيالية، يحرم منها شباب المناطق الصحراوية.
- وغربا وقف شاب في الثلاثينيات فوق مقر بلدية فيض البطمة في ولاية الجلفة وهدد بحرق نفسه باستعمال البنزين، وبدأ يصرخ أمام مئات الشباب والمواطنين الذين تجمعوا في ساحة البلدية للتنديد بما وصفوه بنقص مناصب الشغل ومنحها بـ«المعريفة» أي المحسوبية باللهجة الجزائرية. ولم يتراجع الشاب إلا بسبب إصرار والده الذي أجهش بالبكاء.[32]

### الأربعاء 16/2/2011 م
اعتصم بالقرب من قصر الرئاسة اليوم 400 أستاذ ممثلين عن زملائهم في جميع ولايات الوطن، وأرجع هؤلاء سبب احتجاجهم لخيبة أملهم من ما سموه تنصل وزير التربية من وعده القاضي بإدماجهم في مناصبهم الشاغرة التي عملوا بها لسنوات مضت.
يذكر أن مستشار رئاسة الجمهورية استقبل أمس ممثلين عن المحتجين أمام قصر الرئاسة بعدما حاولت أستاذة من ولاية مستغانم حرق جسدها قرب الرئاسة.
ومن جهة أخرى، هدّد نحو 20 ألف أستاذ متعاقد مع مختلف مديريات التربية عبر ولايات الجزائر بحرق أجساهم أمام قصر الرئاسة بالجزائر العاصمة.

### الجمعة 18/2/2011 م
تترقب السلطات الجزائرية غدا السبت بكثير من الحذر واليقظة خوفا من انفلات الوضع، بسبب تمسك التنسيقية الجزائرية من أجل التغيير والديمقراطية باستمرار المسيرات السلمية في العاصمة، مقابل تمسك حكومي بعدم الترخيص لهذه المسيرات. ورغم إجهاض الحكومة مسيرة السبت الماضي، فإن التنسيقية قررت استمرار التظاهر كل سبت، رافضة عرض الحكومة التظاهر داخل قاعات رياضية.
وفي المقابل، اتخذت الأجهزة الأمنية بالجزائر جملة من الإجراءات والتدابير من خلال تعزيز وجودها في الشوارع الرئيسية، ونشر الشاحنات الخاصة بمكافحة الشغب، ومضاعفة عناصرها في المؤسسات العمومية وتكثيف دورياتها. ودعت الأجهزة الأمنية كافة عناصرها ووحداتها إلى تفادي أي احتكاك مع المواطنين، ودعتهم إلى التبليغ عن جميع تحركات المحتجين والاكتفاء بالتنبيه بدل إنزال العقوبة.

### السبت 19/2/2011 م
- أجهض الأمن الجزائري اليوم محاولة جديدة للمعارضة للتظاهر وسط العاصمة للمطالبة بتغيير جذري للنظام السياسي في البلاد. وانتشرت الشرطة بأعداد كبيرة في قلب الجزائر العاصمة لمنع وصول أعداد كبيرة من المتظاهرين إلى ساحة الوئام المدني (الأول من مايو سابقا) حيث كان مخطط للمسيرة أن تتجه إلى ساحة الشهداء. وتمكن بضع مئات فقط بينهم رئيس الرابطة الجزائرية لحقوق الإنسان مصطفى بوشاشي، والقيادي بالتنسيقية علي يحيى عبد النور، وبرلمانيون من حزب التجمع من أجل الثقافة والديمقراطية من بلوغ محيط الساحة وسط انتشار أمني كثيف.[35]

وقد انتشرت وحدات من شرطة مكافحة الشغب معززة بعربات مصفحة منذ الصباح الباكر بالساحة ومحيطها، وأغلقت شوارع رئيسة مجاورة بالحواجز لمنع تدفق متظاهرين. واعتقلت الشرطة عددا من الأشخاص الذين حاولوا تخطي الحواجز للوصول إلى الساحة، وحدث تدافع نتج عنه حالات إغماء بين أنصار التنسيقية. وردد متظاهرون هتافات تندد بالسلطة التي نعتوها بالقاتلة، وتنادي بتغيير النظام، وهي الهتافات ذاتها التي رُددت الأسبوع الماضي.
- كما دعا في وقت سابق متزعمو مسيرة التغيير في الجزائر الجيش إلى التدخل وبسط السيطرة على مقاليد الحكم في البلاد وفتح مرحلة انتقالية شفّافة للحياة السياسية وتلبية عريضة المطالب التي رفعتها التنسيقية الجزائرية للتغيير والديمقراطية. وأفاد رئيس التجمع من أجل الثقافة والديمقراطية سعيد سعدي، أنهم سيواصلون تنظيم المسيرات السلمية كل سبت رغم التعزيزات الأمنية التي بسطت في العاصمة الجزائرية.
- وفي سياق ذي صلة اتهمت «تنسيقية التغيير» -التي تطالب بمزيد من الحريات ورفع حالة الطوارئ- أحزاب التحالف الرئاسي الحاكم بمحاولة إفشال مسيراتها من خلال دعوته إلى مسيرات موازية، محملة أجهزة الأمن المسؤولية عمّا يترتب على ذلك انزلاق الوضع الأمني. يذكر أن مصالح الأمن الجزائرية أبقت على درجة «التأهب القصوى» واستعانت بتعزيزات أمنية لعناصرها من الولايات الداخلية على غرار سيدي بلعباس ووهران وقسنطينة والبليدة، وصلت ليلة أمس إلى العاصمة الجزائرية وتمّ توزيعها في الطرق والممرات المحتمل أن يخرج منها المتظاهرون اليوم.[36]
- أفادت مصادر مطلعة في العاصمة الجزائرية أن تقارير سرّية رفعها جهاز المخابرات الجزائرية قبل أيام أوصت الرئيس عبد العزيز بوتفليقة بالإسراع في إجراء إصلاحات جذرية لامتصاص الاحتقان الشعبي في جميع ولايات الجزائر. وأعدت هذه التقارير بطلب من بوتفليقة نفسه بغرض فهم أسباب موجة الاحتجاجات والاعتصامات التي تجتاح البلاد منذ أسابيع وكذا أهم انشغالات شريحة الشباب. وتشير المصادر أيضا إلى أن الرئيس طلب كذلك إجابة مباشرة عن مدى قبول مختلف شرائح المجتمع الجزائري بشخصه باعتبار أن ولايته الثالثة بدأت العام الماضي. وأرجعت هذه التقارير حالة الغليان الشعبي في الجزائر:[37]

1. أولا إلى تراجع القدرة الشرائية للمواطن بسبب زيادة أسعار المواد الأساسية.
2. وثانيا إلى رفض الشارع لسياسات الوزير الأول أحمد أويحيى الذي لم يعد يلقى قبولا والذي يحملونه وحكومته أسباب حالة الاضطراب التي يعيشها الشارع من حين لآخر.
3. النقطة الثالثة فهي تتعلق بحالة الشباب الذي يتخبط في يأس وسخط كبيرين قد تكون لهما انعكاسات سلبية مستقبلا ما لم تتكفل السلطات العليا في البلاد بمعالجة أسبابهما وهي تعود أساسا إلى البطالة الكبيرة ونقص فرص العمل في الكثير من القطاعات مما يدفع البعض إلى اعتماد أساليب غير قانونية للحصول على فرصة عمل، هذا بالإضافة إلى انتشار العنوسة والعزوبية في أوساط الشباب.

وحول النقطة الجوهرية التي طلب الرئيس إجابة مباشرة عنها (مدى قبول المجتمع الجزائري بشخصه), لم تخف هذه التقارير الرضا الذي يحظى به الرئيس بوتفليقة في الأوساط الشعبية غير أن الاحتقان القائم يعود أساسا إلى فشل الشخصيات التي اعتمد عليها الرئيس بوتفليقة في تجسيد مخططاته وتصوراته التنموية.

### الأحد 20/2/2011 م
تواصلت الاحتجاجات الشعبية ومحاولات الانتحار في عدة مناطق بالجزائر اليوم.
- الجزائر العاصمة: قطع شبان في حي بلكور الطريق المؤدية إلى وزارة العمل والتشغيل والضمان الاجتماعي، وأضرموا النيران في الطرق المؤدية إليه مستعملين العجلات المطاطية، مما أدى لتدخل قوات مكافحة الشغب.
- سكيكدة: خرج نحو 300 عامل بمؤسسة شمال أفريقيا بمحاذاة مقر المؤسسة المينائية لميناء ولاية سكيكدة شرق الجزائر في مسيرة سلمية لمطالبة والي ولاية سكيكدة بتسهيل وتسريع إجراءات عمل شركتهم المتوقّفة بسبب «البيروقراطية»، وهدد العمال المحتجون بالانتحار الجماعي إذا لم تسمح السلطات الولائية بانطلاق المشروع الذي يعتبر مصدر رزقهم الوحيد.
- الظهرة: كما أقدم مئات السكان في بلدية الظهرة بولاية الشلف غرب الجزائر على قطع الطريق في وجه حركة المرور مستعملين المتاريس والحجارة احتجاجا على تفشي البطالة في أوساط الشبان وانعدام الماء الصالح للشرب بقريتهم، وطالبوا بتنحية رئيس البلدية.
- الرويبة: في بلدية الرويبة التابعة للعاصمة قام نحو 1200 مستفيد من القطع الأرضية المخصصة للبناء بمحاصرة رئيس البلدية في مكتبه تنديدا بقراره المتعلق بعدم منحهم رخص بناء تخولهم حق ملكية أراضيهم التي استفادوا منها منذ 1991 م.
- بومرداس: أقدم ثلاثة عمال من شركة سوكوتيد على الانتحار حرقا في ولاية بومرداس شمال البلاد، وذلك بعدما رفضت إدارة الشركة تجديد عقودهم، وتم نقل العمال إلى مستشفى قريب بعد إصابتهم بجروح خطيرة، وقد اغتنم نحو 15 عاملا هذه الحادثة لينظموا بموازاتها اعتصاما أمام مقر الشركة للمطالبة بتحسين أوضاعهم وتجديد عقود عملهم.
- تبسة: أقدم شاب في الخامسة والعشرين من عمره بولاية تبسة شرقي البلاد على محاولة الانتحار بواسطة خنجر، وترتب على ذلك إصابة خطيرة لجأ بعدها للتدثر بالعلم الجزائري مطالبا بتوفير وظيفة وإلا أقدم على الانتحار، ثم أغمي عليه ونقل إلى المستشفى.
- بئر ولد خليفة: في بلدية بئر ولد خليفة بولاية الجلفة حاول شاب يبلغ من العمر 30 سنة الانتحار بإضرام النار في جسده بساحة البلدية احتجاجا على إقصائه من الاستفادة من محل تجاري كان يرغب في تخصيصه لنشاطه الحرفي. وحسب شهود عيان فإن الشاب تقدم إلى مقر البلدية وفي يده دلو مملوء بالبنزين قام بسكبه أمام مرأى عمال ورئيس البلدية الذين حاولوا منعه لكنه فعلها وهو يصيح منددا بعجز السلطات عن إيجاد مخرج لوضعيته الاجتماعية الصعبة.
- جميع الولايات: من جهة أخرى خرج الآلاف من عناصر الحرس البلدي -الذي يعد أحد الفروع الأمنية بوزارة الداخلية الجزائرية- اليوم في مسيرات سلمية في جميع الولايات للمطالبة بإلغاء قرار الوزير الأول أحمد أويحيى بنزع أسلحتهم وتحويلهم إلى موظفي نظافة وحراس في المؤسسات العامة. وذكرت مصادر في وزارة الداخلية الجزائرية أن أجهزة الأمن وجدت نفسها في حيرة من أمرها في اختيار وسيلة التعامل مع تمرّد أحد أجهزة الدولة على القرار. كما سادت حالة من الاحتقان والتجاذب بين أجهزة الأمن الجزائرية وعناصر الحرس البلدي الثائرين بعد قيام أجهزة الأمن بتطويق المحتجين مستعملة في ذلك المدرعات وقوات مكافحة الشغب. وقد اتجه آلاف المحتجين نحو مراكز الولايات لرفع مطالبهم إلى الولاة مطالبين إياهم بإيصال صوتهم بشكل عاجل إلى رئيس الجمهورية عبد العزيز بوتفليقة. وفي تطور لاحق أرسل الرئيس عبد العزيز بوتفليقة برقية إلى ولاة الولايات الـ48 يدعوهم فيها إلى الاستماع إلى مطالب الحراس ومحاورتهم لاحتواء الوضع خاصة أن الأمر يتعلق بأحد الأسلاك الأمنية الحاملة للسلاح.[39]

### الثلاثاء 22/2/2011 م (إلغاء حالة الطوارئ)
- قررت الجزائر اليوم رفع حالة الطوارئ المفروضة في البلاد منذ 19 عاما، وهي خطوة يرى مراقبون أنها جاءت لتفادي تصعيد احتجاجي مماثل للثورات التي تهز العالم العربي.[40] وقالت وكالة الأنباء الرسمية في بيان أن اجتماع مجلس الوزراء برئاسة الرئيس عبد العزيز بوتفليقة وافق على مشروع قرار يلغي المرسوم التشريعي الصادر بتاريخ 6 فبراير/شباط 1993 م الذي يقضي بتمديد حالة الطوارئ.

وكانت حالة الطوارئ فرضت بموجب مرسوم أصدره الرئيس الراحل محمد بوضياف في فبراير/شباط 1992 م إثر إلغاء انتخابات 1991 م التشريعية التي فازت بها الجبهة الإسلامية للإنقاذ التي حُلت لاحقا، وهو ما جر البلاد إلى حرب أهلية دامت عقدا كاملا وأسفرت عن نحو 150 ألف قتيل. وكان بوتفليقة أعلن بداية الشهر الجاري أن حالة الطوارئ المفروضة في البلاد سيتم رفعها قريبا جدا، استجابة -على ما يبدو- لمطالب رفعت تزامنا مع احتجاجات شعبية ضد الغلاء والبطالة. ومن شأن رفع حالة الطوارئ أن يحد من صلاحيات الجيش في التدخل في المسائل الأمنية الداخلية، لكن من المرجح أن يكون لذلك مردود محدود على الحياة السياسية في الجزائر.
وطبقا لقواعد الطوارئ، فإنه يحظر تنظيم المسيرات والمظاهرات في العاصمة، لكن الرئيس بوتفليقة قال أن حظر تنظيم المسيرات والمظاهرات في العاصمة سيبقى سارياً إلى أجل غير مسمى رغم رفع حالة الطوارئ.
- ووصفت رويترز القرار بأنه تنازل يستهدف تجنيب البلاد موجة من الاحتجاجات تجتاح العالم العربي، ولكن محتجين قالوا إنه ليس كافيا.[41]

### السبت 26/2/2011 م
- مسيرة مطالبة بالتغيير: حاصرت الشرطة الجزائرية اليوم عشرات المتظاهرين الذين لبوا دعوة التنسيقية الوطنية للتغيير والديمقراطية في الجزائر للمطالبة بتغيير سياسي، وفرقتهم فور وصولهم إلى مكان التجمع في وسط العاصمة.

ومنعت الشرطة مرتين رئيس حزب التجمع من أجل الثقافة والديمقراطية سعيد سعدي الذي كان وصل صباحا إلى ساحة الشهداء للمشاركة في المسيرة، من اعتلاء سيارة شرطة لإلقاء كلمة أمام المتظاهرين.
- مناصرو بوتفليقة: خرج نحو عشرين شابا من مؤيدي الرئيس عبد العزيز بوتفليقة حاملين صوره ورفعوا شعار «الجزائريون يرفضون تنسيقية الطماعين». وعندما حاولوا استفزاز المتظاهرين، تدخلت الشرطة ومنعت حصول مواجهة بين الطرفين.

وكانت التنسيقية قد دعت إلى تنظيم مسيرة للمرة الثالثة في العاصمة الجزائرية، بعد منع السلطات مسيرتين سابقتين تطالبان «بتغيير النطام».

### الأحد 27/2/2011 م
- الإسلاميون: خرج الإسلاميون في الجزائر عن صمتهم وتلميحاتهم وعلقوا بشكل مباشر وصريح على حالة الاحتقان التي يعيشها الشارع الجزائري منذ مدة، وجاءت الكلمة هذه المرة من وجوه إسلامية بارزة ساندت الرئيس عبد العزيز بوتفليقة في الوصول لكرسي الرئاسة لكن رياح التغيير الاجتماعي أثّرت على هذه الزعامات الإسلامية لتطلق وابلا من الانتقادات لسياسة تسيير البلاد، مما يؤشر لبداية تخلّي الإسلاميين عن مساندتهم لبوتفليقة:[43]

1. زعيم حركة مجتمع السلم أبو جرة سلطاني، فجر عشية الاحتفال بالذكرى المزدوجة لتأميم المحروقات وتأسيس الاتحاد العام للعمال الجزائريين قنبلة من الطراز القوي أثارت ارتباك صانعي القرار في الجزائر لكونهم لم يعهدوا انتقاد أبي جرة لسياسة بوتفليقة وحزبه منخرط في التحالف الرئاسي المساند له ووزراؤه مشاركون في الحكومة.
2. ومن جانبه خرج الأمير السابق للجيش الإسلامي للإنقاذ مدني مزراق، عن صمته واتهم الرئيس في رسالة وجهها له بالتنصل عن وعوده للجماعات المسلّحة التي انخرطت في مسعى المصالحة الوطنية في إصلاحاته الدستورية الأخيرة، بقوله «لقد تكلمت عنها كثيرا لكنك لم تذهب إليها، واكتفيت بتعديلات لا تسمن ولا تغني من جوع» مضيفا في تعليقه على هشاشة الوضع السياسي «مع كل أسف أوصدت أبوابه وأغلقت اللعبة كلها».

- مرصد الشبان على الإنترنت: لم يمض يوم واحد على صدور قرارات الرئيس الجزائري عبد العزيز بوتفليقة في الجريدة الرسمية، التي رفع بموجبها قانون الطوارئ وأقر منح قروض خيالية في الاستثمار والسكن والتشغيل حتى رد آلاف الشباب بالإعلان عن تأسيس تكتل على الإنترنت وأكدوا أن تلك القرارات غير كافية وأن التغيير أصبح ضروريا، كما انضم عدد من الأحزاب غير المعتمدة إلى تكتل آخر توعدوا فيه «بثورة إصلاحية». وكان بوتفليقة يأمل من وراء قراراته تهليلا كبيرا من قبل شريحة الشباب التي خصّها بمشاريع طموحة. لكن رد الشبان جاء مغايرا حيث نجح نحو 485 ألف شاب جزائري في إيصال رسالة قوية لبوتفليقة عبر موقعي التواصل الاجتماعي «الفيسبوك» و«تويتر» من خلال مرصدهم الوطني الذي دعوا فيه الشبان الجزائريين بداخل الوطن وخارجه إلى الانضمام إلى هذا المرصد بغية تغيير الأوضاع في الجزائر بشكل سلمي. وأوضح هؤلاء أن مرصدهم غير سياسي ومفتوح للجميع دون استثناء وهدفهم الوحيد «تغيير الأوضاع في الجزائر بما يتماشى وتطلعات الشباب».[44]
- الأحزاب غير المعتمدة: تشكلت تنسيقية وطنية مكونة من الأحزاب غير المعتمدة في الجزائر التي لم تستسغ تصريحات وزير الداخلية دحو ولد قابلية المتناقضة -حسب رأيهم- مع طموحات وقرارات بوتفليقة الأخيرة التي منها رفع حالة الطوارئ وفتح الحريات. هذه الأحزاب استنفرت قواعدها بعدما استبعد ولد قابلية إمكانية اعتماد أحزاب جديدة بالساحة السياسية في الظرف الحالي، وجدّد قرار منع المسيرات بالعاصمة. بدوره هدد رئيس حزب الحرية والعدالة (غير معتمد) محمد السعيد بمسيرات حاشدة واعتصامات بكافة ولايات الجزائر، مستغربا رفع حالة الطوارئ ومنع حرية التعبير بما اعتبره تناقضا وتضاربا في قرارات النظام في الآونة الأخيرة لكون الحرمان يشكل تفاقما للتوتر الاجتماعي والغضب الشعبي، على حد قوله.[44]
- الرابطة الجزائرية لحقوق الإنسان: أكد رئيس الرابطة الجزائرية لحقوق الإنسان مصطفى بوشاشي، «أن قرار رفع حالة الطوارئ لا بد أن يشمل كل شبر في الجزائر»، في إشارة إلى الجزائر العاصمة، معتبرا أن تلك الخطوة ناقصة ولا تستجيب لتطلعات المواطنين المطالبين «بالديمقراطية الحقيقية وفتح الحريات».[44]
- خطباء المساجد: وفي أول مظهر للتحرر من القيود بعد رفع حالة الطوارئ سارع عدد من أئمة وخطباء مساجد العاصمة يوم الجمعة الماضي إلى الحديث عن دور الإعلام في نقل صوت الشعوب المضطهدة، مشيدين صراحة بقناة الجزيرة بوصفها «حصن الشعوب المتشوّقة للحرية والديمقراطية»، داعين وسائل إعلامهم إلى التحرر من القيود ومسايرة رغبة الشعوب في نقل همومها وتطلعاتها الحقيقية. ويعد هذا التصريح المباشر من قبل خطباء المساجد لدعم قناة باسمها خطوة جريئة في حد ذاتها تنبئ بتحرر الشعب من قيود النظام الذي كان قد مارس ضغوطا كبيرة على الأئمة والصحفيين في قانون خاص أصدره الوزير الأول أحمد أويحيى في السنوات الأخيرة.[44]

### الإثنين 28/2/2011 م
شهدت المدن الداخلية في الجزائر غليانا متواصلا بسبب الظروف المعيشية الصعبة، رغم وعود السلطات التي ترجمها الرئيس عبد العزيز بوتفليقة في قرارات أصدرها مؤخرا تمنح الشباب العاطل عن العمل قروضا بفوائد زهيدة للغاية. وقال الشبان أن قرارات بوتفليقة مجرد ذر للرماد في العيون ومسكنات تستعملها السلطة لاحتواء غضب الشعب، حيث سرعان ما يعود الوضع إلى حاله.
- ولاية عنابة: زحف اليوم الآلاف من الشبان العاطلين عن العمل بولاية عنابة (شرق) نحو مقر البلدية وتوجهوا إلى مكتب رئيسها مهددين إياه باستعمال القوة، في أعنف مظاهرات تشهدها الولاية. وقد أغمي على رئيس البلدية بعدما وضع الشباب الثائر السكين على رقبته وخيروه بين تقديم استقالته أو الموت. ولكن قوات مكافحة الشغب سارعت إلى عين المكان ونقلت رئيس البلدية إلى المستشفى وهو في حالة نفسية صعبة، وحدثت بعدها مشادات ومواجهات عنيفة بين قوات الأمن والشباب الثائر.
- ولاية الوادي: نظّم المئات من السكان مسيرات سلمية مطالبة بالتغيير وبرحيل رئيس البلدية، مرددين كلمة «ارحل» بسبب تفاقم مشاكلهم التنموية من سكن وبطالة وفقر وغيرها.
- الجزائر العاصمة:

1. في ساحة الشهداء بالجزائر العاصمة احتج المئات من أعوان الحرس البلدي بزيهم الرسمي وبنادقهم منددين بتدهور وضعهم الاجتماعي الصعب وإهمال السلطات الرسمية لهم –وفق قولهم- رغم أنهم كانوا إحدى الخلايا التي قاومت «الإرهاب» في العشرية الحمراء التي مرت بها الجزائر في تسعينيات القرن الماضي.
2. كما احتجت نحو مائة عائلة في باب الزوار بالعاصمة الجزائر أمام مقر وزارة الداخلية تنديدا بما سموها سياسة اللامبالاة المنتهجة من طرف مسؤوليها على قضيتهم المتعلقة بعدم تمكينهم من سكن لائق رغم الوعود التي استمرت أكثر من 30 عاما.

- ولاية تيبازة: قطع سكان بولاية تيبازة الطريق الوطني مطالبين بالسكن والشغل وفتح أبواب الإدارة أمام المواطنين وتمكينهم من حقوقهم المدنية الكاملة.
- استمرار ظاهرة البوعزيزية (إحراق الذات): دفعت هذه الظروف الصعبة بشبان آخرين أخذهم اليأس إلى الانتحار على الطريقة «البوعزيزية»، نسبة إلى الشاب التونسي محمد البوعزيزي الذي فجر الثورة الشعبية التونسية وهم:[7]

1. الجزائر العاصمة: في بلدية الحراش بقلب العاصمة الجزائرية، حاول كهل (50 عاما) الانتحار فسكب البنزين على نفسه وعلى ابنه الذي كان يصرخ «أبي أبي.. كرهنا الحياة المرة». ووقع هذا المشهد المحزن أمام مقر المقاطعة الإدارية بالحراش والتي وعدته بتسليم الاستمارات الخاصة بالسكن الاجتماعي لكنها لم تف بوعدها.
2. ولاية الشلف: حاول شاب في عقده الثالث من ولاية الشلف (غرب) الانتحار حرقا أيضا بسكب البنزين على نفسه أمام مقر وكالة التشغيل المحلية احتجاجا على عدم منحه عقد عمل، ولكن الحماية المدنية أنقذته.
3. ولاية سطيف: دفعت الحياة المعيشية القاسية بشاب (34 عاما) إلى حرق نفسه مع طفليه (5 و7 أعوام) أمام المركز الصحي بحمام السخنة قرب مقر البلدية.

### الأربعاء 2/3/2011 م
- مقترحات لإصلاح الوضع بالجزائر: طرحت أحزاب سياسية في الجزائر مجموعة من المقترحات للخروج مما تسميه الأزمة التي تمر بها البلاد، من بينها تنظيم انتخابات رئاسية مسبقة بدون الرئيس الحالي وتعديل الدستور وحل البرلمان. وتطلق هذه الأحزاب -وبينها حركة مجتمع السلم (حركة حمس) وحزب العمال- تصريحات سياسية لتعبئة الشارع من أجل مواجهة سلمية محتملة مع النظام، بعد فشل المسيرات السلمية المتواصلة في العاصمة كل يوم سبت في حشد الناس للانضمام إليها. وقد دعا عبد الرزاق مقري -وهو رئيس حركة حمس الحالي - في تصريحات متفرقة له خلال تجمعات شعبية إلى المطالبة بتنحية الرئيس عبد العزيز بوتفليقة وفتح المجال لانتخابات رئاسية مسبقة دون بوتفليقة. وقد يحدث موقف حركة مجتمع السلم انقلابا في الموازين نظرا إلى قاعدتها الشعبية الواسعة خاصة في ظل دعوات من بعض أعضائها للعودة إلى المعارضة الكاملة، وهو الأمر الذي استجابت له حمس نسبيا من خلال دعوتها إلى لقاء عاجل لإطاراتها بالولايات لبلورة موقف موحد حيال الوضع السياسي والاجتماعي الذي تمر به الجزائر وكليا بعد خروجها من التحالف الرئاسي والحكومة جانفي 2013 ومن خلال المؤتمر الخامس للحركة المنعقد في ماي من نفس السنة. من جانبها دعت رئيسة حزب العمال لويزة حنون الرئيس بوتفليقة إلى انتخابات تشريعية مسبقة وتعديل الدستور، مع انتخاب مجلس تأسيسي لتسيير البلاد في مرحلة انتقالية يتولّى مهمة صياغة دستور جديد يضمن التداول السلمي على السلطة.[45]
- ميدانياً: على الصعيد الميداني خرج آلاف الطلبة في جامعة مولود معمري بولاية تيزي وزو (شرق الجزائر) أمس في مسيرة باتجاه مقر الولاية، رافعين شعارات تطالب بالتغيير السياسي وأخرى تطالب بالأمن والصحة في الإقامات الجامعية.

### السبت 5/3/2011 م
اضطر رؤساء القوى السياسية للمشاركة في تجمعات ومسيرات لتهدئة قواعدهم التي مارست ضغطا عليهم لإعلان «العصيان المدني» والتمرد على قرارات النظام والدعوة إلى التغيير والاستجابة لتطلعات المواطنين. ونجحت تكتلات المعارضة المتوحدة (إسلاميين، وعلمانيين، وديمقراطيين) في مواصلة الضغط على النظام بمسيراتها رغم تصدي الأمن لها في عدة ولايات خاصة في العاصمة.
- الجزائر العاصمة: خرجت ثلاث مسيرات دعت إليها التنسيقية الوطنية من أجل التغيير والديمقراطية (جناح الأحزاب) وشارك فيها بعض الشخصيات المعارضة. وتجمع المتظاهرون في حي المدنية في محاولة للسير نحو مبنى التلفزيون، وتعرض رئيس التجمع من أجل الثقافة والديمقراطية سعيد سعدي للضرب والإهانة من قبل المئات من مناصري الرئيس عبد العزيز بوتفليقة, ونجا من محاولة اعتداء بواسطة سكين. وتمكنت قوات الأمن من إجهاض المسيرة ومنعت المتظاهرين من السير نحو مبنى التلفزيون.[47] كما شارك الحقوقي يحيى عبد النور رئيس الرابطة الجزائرية لحقوق الإنسان في مسيرة ثانية.

يذكر أن نحو خمسين محتجا فقط حضروا المسيرة في ما اعتبر مؤشرا -كما تقول رويترز- على تضاؤل آمال المعارضة في تكرار الانتفاضات الشعبية التي تجتاح دولا أخرى في الوطن العربي. وردد المحتجون هتافات تنادي بالحرية والديمقراطية وبضرورة رحيل النظام، في حين منعت الشرطة المتظاهرين من السير في شوارع المدينة وفرقتهم بعد ساعتين دون وقوع اشتباكات.
- ولاية باتنة وولاية وهران: أجهضت قوات الأمن مسيرات بكل من ولاية باتنة (شرقا) وولاية وهران (غربا) دعت إليها قوى التغيير.

### الإثنين 7/3/2011 م
تظاهر آلاف من الحرس البلدي الجزائري -الذي يعد عشرات ألوف الأفراد- أمام مجلس النواب وسط العاصمة، والتقى ممثلوهم رئيسه عبد العزيز زياري وطلبوا منه نقل مطالبهم إلى الرئيس عبد العزيز بوتفليقة في اجتماع أكدوا بعده أنهم سيعاودون التظاهر وبأعداد أكبر الخميس وفي كل محافظات البلاد الـ48. وتتمثل أبرز مطالب الحرس البلدي في رفع الأجور بأثر رجعي بداية من مطلع 2008 م (مثلما فعلت السلطات مع الشرطة)، ورفض قرار وزارة الداخلية (التي تشرف عليهم) بتوزيعهم على الجيش وحراسات الأماكن الرسمية بالإضافة إلى مطالب أخرى تتعلق بالتقاعد والتعويض والتي وصفها وزير الداخلية الجزائري بغير المعقولة.

### الثلاثاء 8/3/2011 م
- تكتلات شبابية: أعلن في الجزائر عن ميلاد تكتلات شبابية جديدة عبر شبكة التواصل الاجتماعي (فيسبوك) تدعو لاحتجاجات ومظاهرات على غرار ما حصل في تونس ومصر وليبيا. فقد أعلن عن ميلاد "حركة الشباب المستقل من أجل التغيير"، وهي تكتّل شبابي نشط عبر الفيسبوك يعمد لاستقطاب وتأطير الحركات الاحتجاجية الشبابية على الوضع الاجتماعي في كامل ولايات الوطن. وكشف نشطاء من هذا التكتل في ندوة صحفية أنهم يستعدون لتنظيم "انتفاضة شبابية سلمية بالعاصمة "لإحداث التغيير في البلاد وتجسيد الديمقراطية الكاملة".[49]
- حراك سياسي: ومن جانبها أعلنت منظمة المجاهدين وأبناء الشهداء واللجنة الولائية للسلم والمصالحة الوطنية وتنسيقية الولاية التاريخية الأولى والجمعية الوطنية للدفاع عن حق وترقية الشغل بولاية باتنة التي ينحدر منها الرئيس السابق اليمين زروال عن تأسيس «الائتلاف الوطني للتغيير والإصلاح». ودعت التنسيقية في بيان تأسيسها السلطة للتعجيل بإجراء إصلاحات عميقة وعاجلة لصالح الشباب والطبقة الاجتماعية الهشّة قبل أنفجار الوضع بالبلاد.[49]

### الأحد 13/3/2011 م
- الاجتماع السري: تناقلت صحف الجزائر أنباء عن اجتماع سريّ مصغّر عقده الرئيس نهاية الأسبوع الماضي مع رئيس المجلس الدستوري ورئيس مجلس الأمة ووزيره الأول أحمد أويحيى والأمين العام لحزب جبهة التحرير الوطني الحاكم عبد العزيز بلخادم، طلب فيه إجابة مباشرة على أمرين هما: تعديل الدستور وحل البرلمان وإنشاء مجلس تأسيسي توكل إليه صياغة الدستور الجديد. وتباينت درجة قبول هؤلاء بين رافض كليا أو جزئيا. فقد تحفظ أويحيى وبلخادم على مقترح حلّ البرلمان، علما أن لحزبيهما أكبر عدد من النواب في مجلس النواب، وسيكونان الخاسر الوحيد أمام معارضة ستكتسح الساحة في هذا الظرف الحسّاس. وتعتقد بعض الأوساط أن بوتفليقة سيدفع نحو هذه القرارات لتهدئة شارع محتقن ومعارضة ضاغطة.[50]
- إضراب موظفي قصر الرئاسة: انتقلت حمّى الاحتجاجات لتشمل موظفي قصر الرئاسة الجزائرية حيث بدأ اليوم نحو 400 عامل بالمواكب الرسمية للرئيس عبد العزيز بوتفليقة (من سائقين وعمال ميكانيك وكافتيريا) إضرابا مفتوحا احتجاجا على تردّي أوضاعهم الاجتماعية من أجور زهيدة لا تتعدى 250 دولارا وانعدام السكن. وشلّ الإضراب مصالح الرئاسة كاملة.[50]
- اعتصام عناصر الجيش المفصولين: اعتصم أمام الرئاسة 80 عنصرا مفصولا من الجيش احتجاجا على تسريحهم من المؤسسة العسكرية دون تسوية وضعيتهم المهنية والاجتماعية، في احتجاج تزامن مع اعتصام آخر لـ220 جنديا مفصولا أمام وزارة الدفاع. وقال بعض المعتصمين أنهم «نقلوا لمستشار الرئاسة الذي استقبل ممثلين عنهم مطالبهم بتسوية وضعيتهم المهنية خاصة أنهم قدّموا خدمات كبيرة للجيش الوطني في سني الإرهاب». وحسب هؤلاء وعد المستشار بالنظر في مطالبهم والرد عليها في أجل أقصاه شهر بأمر مباشر من الرئيس.
- اعتصام قوات الأمن المفصولين: ونظم اليوم أيضا 300 شرطي مفصول من صفوف الأمن اعتصاما أمام مقر المديرية العامة للجهاز في العاصمة. وقال بعضهم أن قرار الفصل إجحاف بحقّهم، وتحدثوا عن «ظلم» لحق بهم في ملفات نسبت إليهم خطأ، وطالبوا بعفو رئاسي شامل في حقهم وبتسوية وضعهم، وهدّدوا بمواصلة الاحتجاج والاعتصام مع عائلاتهم حتى الاستجابة لمطالبهم.
- إضراب عن الطعام لعمال سونطراك: بدأ اليوم نحو عشرة آلاف عامل في شركة النفط الجزائرية (سونطراك) إضرابا مفتوحا عن الطعام احتجاجا على تجاهل الإدارة الوصية نداءاتهم الخاصة بتحسين ظروف عملهم المهنية خاصة العاملين في عمق الصحراء. وأشار بعض هؤلاء المحتجين إلى أن الآلاف من زملائهم في أقسام إنتاج النفط في ولايات إليزي والأغواط وورقلة الجنوبية استجابوا للإضراب الذي جاء بدعوة من نقابتهم للضغط على سونطراك للاستجابة لتسعة مطالب رفعوها في الأيام القليلة الماضية.
- إضراب عمال مؤسسة الاتصالات: أغلق نحو 200 عامل في مؤسسة اتصالات الجزائر المقر الرئيسي لمديريتهم الإقليمية في عنابة شرقا احتجاجا على تدهور وضعهم المهني والاجتماعي، وطالبوا برفع أجورهم، ونددوا بالتعيين العشوائي للمسؤولين الخاضع حسبهم «للمعريفة» (المحسوبية باللهجة الجزائرية) دون أدنى اعتبار للكفاءة.
- إضراب عمال مؤسسات الإنجازات الصناعية: وبدأ اليوم أيضا ثلاثة آلاف عامل في مؤسسات الإنجازات الصناعية التابعة للناحية العسكرية الخامسة في ولاية باتنة شرقا إضرابا للمطالبة برفع أجورهم وتحديد تبعيتهم للوظيفة العمومية أو للمؤسسة العسكرية باعتبارهم مدنيين يعملون ضمن الجيش.
- إضراب موظفي القضاء: واعتصم أيضا 700 من موظفي القضاء أمام وزارة العدل لدمجهم في سلك العدالة وتحسين وضعهم المهني.

### الثلاثاء 15/3/2011 م
بحضور جمع حاشد من الصحافة الدولية والوطنية، دعا عبد الحميد مهري الأمين العام السابق لحزب جبهة التحرير الوطني (وهي الحزب الحاكم في الجزائر) كل فئات المجتمع الجزائري لإطلاق مبادرات لتغيير نظام الحكم الجزائري. وكان عبد الحميد مهري قد وجه رسالة مفتوحة للرئيس الجزائري عبد العزيز بوتفليقة، يدعو فيها لتغيير نظام الحكم وفق آليات محددة. غير أن النظام لم يرد على الرسالة حتى الآن كما قال مهري.
وشهدت الساحة الجزائرية عدة مبادرات للتغيير، منها مبادرة حركة مجتمع السلم، وأحمد بن بيتور رئيس الحكومة الأسبق، إلى جانب مبادرات جمعيات وطنية.

### الأربعاء 16/3/2011 م
اشتبك عشرات الشبان في بلدية شرقي الجزائر العاصمة مع الشرطة التي تصدت لقنابلهم الحارقة وحجارتهم بالغازات المسيلة للدموع. وبدأت الاشتباكات صباحا في حي ديار المحصول في بلدية المدنية عندما أغلق بضع عشرات من الشبان إحدى الطرق، مطالبين بتوفير مساكن محترمة، لتتدخل الشرطة -بعد رفضهم فتح المسلك- بالعصي والغاز المسيل للدموع، وتقع اشتباكات سقط فيها جرحى حسب الموقع الإخباري «كل شيء عن الجزائر».

### السبت 19/3/2011 م
أفادت تقارير إخبارية بأن الرئيس الجزائري عبد العزيز بوتفليقة وعد اليوم بإجراء إصلاحات سياسية واسعة النطاق بعد أن أحبطت الشرطة احتجاجات مناوئة للحكومة في العاصمة. وقال الرئيس الجزائري في رسالة وجهها للمشاركين في الندوة التي عقدت بمستغانم بمناسبة ذكرى عيد النصر وقرئت نيابة عنه، إن «رفع حالة الطوارئ الذي لا يعني التخلص من واجب اجتثاث بقايا الإرهاب هو خطوة جديدة يخطوها الوطن في اتجاه إزالة كل الآثار الناجمة عن سنوات المحنة والابتلاء».

### الثلاثاء 22/3/2011 م
أصبح مألوفا في الجزائر العاصمة مشاهدة الاعتصامات والاحتجاجات التي تطوقها قوات الأمن وما يؤدي إليه ذلك من ازدحام خاصة أن كثيرا من المحتجين يأتون من الولايات الأخرى ليحتجوا أمام الوزارات والمؤسسات الرسمية بالعاصمة.
فقد تجمهر العشرات من رجال الحماية المدنية المفصولين أمام مقر الاتحاد العام للعمال مطالبين بإعادتهم للعمل.
كما تم منع المتظاهرين العاطلين عن العمل في حي جسر قسنطينة من دخول القطار فجرا إلى العاصمة بعدما استلقوا على السكة الحديدية، ثم وقعت مواجهات مع قوات مكافحة الشغب استمرت نحو ساعتين.
في الأثناء، اعتصم عشرات المقاومين وضحايا الإرهاب أمام البرلمان، يطالبون بقانون يجعلهم تابعين لوزارة الدفاع الوطني أو وزارة المجاهدين.
وشارك نحو ثمانمائة معلم يعملون بنظام التعاقد المؤقت في احتجاج أمام رئاسة الجمهورية للمطالبة بتوظيف عشرين ألف متعاقد دون شروط. وأصيب مالا يقل عن عشرة معلمين بجروح خلال تفريق قوات الأمن المعتصمين بالهراوات، بينما كان مكان قريب يشهد اعتصاما آخر لخمسين مستشارا تربويا يحتجون على وضعهم المهني ويطالبون بتسوية رواتبهم وفق المنصب الجديد كمستشار تربوي.
وليس بعيدا عنهم اعتصام آخر للعائدين من ليبيا، وجدوا أنفسهم بلا مأوى ويريدون من الرئيس حلا لأوضاعهم.
إضافة إلى اعتصام آخر نظمه نحو خمسمائة عسكري متعاقد من جنود عشرية العنف في تسعينيات القرن الماضي، قدموا من ولايات الجزائر، وشلوا حركة المرور أمام وزارة الدفاع عدة ساعات مطالبين بتلبية مطالبهم، ومنها التعويض عن العجز الجسماني، ومنحهم بطاقة التقاعد العسكرية، والعلاج في المستشفيات العسكرية.
وفي حي ديار المحصول قرر السكان مواصلة الاحتجاج حتى حصولهم على السكن.

### الخميس 24/3/2011 م
- موازنة إضافية للمطالب الشعبية بالجزائر: أعلن وزير المالية الجزائري كريم جودي أن حكومة بلاده تعتزم اللجوء إلى موازنة إضافية أو ما تسميه قانون المالية التكميلي، لتغطية نفقات خطتها الخاصة بالاستجابة لعدد من المطالب الشعبية. وقال إن هذا التصحيح بالموازنة قد أضحى ضروريا بسبب الحاجة لإدراج الآثار المالية بميزانية الدولة، والتي نجمت عن إجراءات جديدة اتخذها مؤخرا مجلس الوزراء لتنشيط التشغيل والاستثمار إثر احتجاجات شعبية ضد غلاء المعيشة والبطالة وأزمة السكن.
وحددت الحكومة موازنة العام 2011 بـ 6618 مليار دينار (91.5 مليار دولار) مع توقعات بتسجيل عجز يقدر بـ355.3 مليار دينار (نحو 5 مليارات دولار) وهو ما يعادل 28% من الناتج المحلي الخام. وتقدر قيمة موازنة التسيير 3434 مليار دينار (47.5 مليار دولار) بينما قدرت موازنة التجهيز بـ3184 مليار دينار (44 مليار دولار).[56]

### السبت 26/3/2011 م
منعت السلطات الجزائرية اليوم السبت تنظيم مسيرة دعت إليها التنسيقية الوطنية من أجل التغيير والديمقراطية غير المعترف بها رسميا، للمطالبة بإحداث تغيير سياسي واسع في البلاد. ومنعت قوات الأمن -كما سبق أن فعلت في المرات السبع السابقة- عشرات المتظاهرين من مغادرة ساحة أول مايو نحو ساحة الشهداء على بعد ثلاثة كيلومترات كما كان مقررا سابقا. وحاصرت القوات المتظاهرين، الذين كان من بينهم الرئيس الشرفي للرابطة الجزائرية للدفاع عن حقوق الإنسان المحامي علي يحيى عبد النور ونواب من حزب التجمع من أجل الثقافة والديمقراطية. ورفع المتظاهرون لافتات كتب عليها «الشعب يريد إسقاط النظام» و«من أجل الحرية والعدالة والكرامة» قبل أن يتفرقوا لاحقا في هدوء بعد محاصرتهم.

### الثلاثاء 12/4/2011 م
- مظاهرة طلابية: نظم آلاف من الطلبة الجامعيين بالجزائر مسيرة نحو مقر الرئاسة، للمطالبة بإلغاء مرسوم رئاسي يقول المتظاهرون إنه قلل من قيمة شهاداتهم الجامعية. وكانت التنسيقية الوطنية للطلبة الجزائريين قد دعت الطلبة إلى التظاهر لرفض النظام المتبع بخصوص الشهادات والمشاكل الاجتماعية التي يعيشها الطلبة في الأحياء الجامعية. وتجمع الطلبة في ساحة البريد المركزي وساحات أخرى جانبية وسط العاصمة الجزائرية منذ ساعات الصباح الأولى، وحاولوا التوجه إلى مقر رئاسة الجمهورية ببلدية المرادية لرفع مطالبهم إلى الرئيس عبد العزيز بوتفليقة، لكن انتشار الآلاف من قوات الأمن وغلق المنافذ المؤدية إلى مقر الرئاسة أدى إلى نشوب مواجهات بين الطلبة والأمن، مما أدى إلى سقوط عشرات الجرحى من كلا الجانبين. وتسببت هذه المواجهات في دفع الطلبة إلى رفع شعارات منددة بالحكومة وبالنظام السياسي في البلاد، حيث ردّدوا هتافات دعت إلى تغيير النظام ورحيل الوزير الأول أحمد أويحيى. كما اشتكى طلبة آخرون من تدني مستوى المباني الجامعية وقلة فرص التدريب، وذكر آخرون أن الشهادة الجامعية لا تكفي للحصول على وظيفة ما لم يتمتع الخريج بعلاقات جيدة مع أرباب العمل. يذكر أن الشركات الأجنبية العاملة في الجزائر تشتكي أيضا من انخفاض مستوى التأهيل لدى الخريجين في دولة تضم نحو 1.2 مليون طالب جامعي.[58]

### الجمعة 15/4/2011 م (خطاب الرئيس)
- خطاب بوتفليقة: في خطاب للشعب مساء اليوم قال الرئيس عبد العزيز بوتفليقة إنه سيطلب من البرلمان القيام بإصلاحات سياسية تضمن مراجعة قانون الانتخابات بما يعزز الممارسة الديمقراطية. وأضاف بوتفليقة أنه سيعمل على تعديل دستور البلاد «من أجل تعزيز الديمقراطية النيابية». وستشارك في صياغة ذلك التعديل لجنة دستورية تشارك فيها التيارات السياسية الفاعلة. وستشمل التغييرات كذلك مراجعة قانوني الانتخابات والأحزاب وتطوير الحقوق السياسية للمرأة وحقوق الإنسان وحرية الإعلام «بما يعزز المسار الديمقراطي». كما سيتم إشراك «كافة الأحزاب الممثلة منها وغير الممثلة في البرلمان» واستشارتها من أجل صياغة النظام الانتخابي الجديد.[59]

## القرارات
نجحت هذه الاحتجاجات بجعل صناع القرار يقومون بإصلاحات باشرتها الرئاسة لإرضاء شارع ساخط على وضعه المعيشي، المفارقة أن القرارات -التي صدرت في شهر واحد بضغط الاحتجاجات- لم تشهدها الجزائر منذ 1999 م تاريخ وصول بوتفليقة إلى الرئاسة:
1. الأحد 9/1/2011 م: علقت الحكومة الرسوم الضريبية المفروضة على السكر والزيت الغذائي لثمانية أشهر.[17]
2. الثلاثاء 22/2/2011 م: قررت الجزائر رفع حالة الطوارئ المفروضة في البلاد منذ 19 عاما، وهي خطوة يرى مراقبون أنها جاءت لتفادي تصعيد احتجاجي مماثل للثورات التي تهز العالم العربي.[40] فقد وافق اجتماع مجلس الوزراء برئاسة الرئيس عبد العزيز بوتفليقة على مشروع قرار يلغي المرسوم التشريعي الصادر بتاريخ 6 فبراير/شباط 1993 م الذي يقضي بتمديد حالة الطوارئ. (وكانت حالة الطوارئ فرضت بموجب مرسوم أصدره الرئيس الراحل محمد بوضياف في فبراير/شباط 1992 م إثر إلغاء انتخابات 1991 م التشريعية التي فازت بها الجبهة الإسلامية للإنقاذ التي حُلت لاحقا، وهو ما جر البلاد إلى حرب أهلية دامت عقدا كاملا وأسفرت عن نحو 150 ألف قتيل).
3. الأربعاء 23/2/2011 م: ألغى الرئيس عبد العزيز بوتفليقة مرسوما رئاسيا صدر قبل سبعين يوما فقط متعلقا بإصلاحيات تقدمت بها وزارة التعليم العالي أثناء تطبيقها لنظام جديد بشأن شهادة مهندس دولة وكذا المشاركة في الماجستير بالنسبة للنظام الكلاسيكي. وجاء التراجع بضغط اعتصامات وإضرابات نظمها الطلبة.[60]
4. الأربعاء 23/2/2011 م: نجح تهديد آلاف من عناصر الحرس البلدي بالتمرد وراء بأن يتراجع الرئيس عن قرار اتخذه رئيس حكومته أحمد أويحيى صدر قبل شهرين يطرح مشروعا لنزع أسلحتهم وتحويلهم إلى موظفي نظافة وحراس في المؤسسات العامة.[60]
5. الأربعاء 23/2/2011 م: صدرت وعود وضمانات لعمال البلديات بتحسين الأجور وإدماج المفصولين مقابل وقف إضرابهم، وحوافز مغرية وخيالية لأرباب العمل لتوظيف أكبر قدر من البطالين بمنحهم قروض طويلة المدى بقيمة مائة مليار دينار (نحو 13.7 مليار دولار) إضافة إلى إنشاء آلاف المستثمرات الفلاحية لخلق مناصب شغل وتخصيص مائتي مليار دينار لبناء أسواق جوارية لتجّار الأرصفة، وقروض موجّهة مباشرة للشبان لتجسيد مشاريعه السكنية دون فوائد بنكية، لأول مرة في الجزائر.[60]
6. الخميس 24/3/2011 م: موازنة إضافية للمطالب الشعبية بالجزائر: أعلن وزير المالية الجزائري كريم جودي أن حكومة بلاده تعتزم اللجوء إلى موازنة إضافية أو ما تسميه قانون المالية التكميلي، لتغطية نفقات خطتها الخاصة بالاستجابة لعدد من المطالب الشعبية. وقال إن هذا التصحيح بالموازنة قد أضحى ضروريا بسبب الحاجة لإدراج الآثار المالية بميزانية الدولة، والتي نجمت عن إجراءات جديدة اتخذها مؤخرا مجلس الوزراء لتنشيط التشغيل والاستثمار إثر احتجاجات شعبية ضد غلاء المعيشة والبطالة وأزمة السكن.[56]
7. الجمعة 15/4/2011 م: في خطاب للشعب قال الرئيس عبد العزيز بوتفليقة إنه سيطلب من البرلمان القيام بإصلاحات سياسية تضمن مراجعة قانون الانتخابات بما يعزز الممارسة الديمقراطية. وأضاف أنه سيعمل على تعديل دستور البلاد «من أجل تعزيز الديمقراطية النيابية».[59]

## ردود الفعل الدولية
- الولايات المتحدة: 22/2/2011 م: رحبت الولايات المتحدة بقرار الحكومة الجزائرية رفع حالة الطوارئ المفروضة في البلاد منذ 19 عاما. ووصف المتحدث باسم الخارجية الأميركية فيليب كراولي القرار بأنه إيجابي، معتبرا أنه تجب ترجمته إلى إجراءات تسمح بتوسيع الحريات وتعبر عن تغيير حقيقي في الجزائر.[41]